# Acamar
Acamar (auch Akamar) ist der Name des Sterns θ Eridani (Theta Eridani) im Sternbild Eridanus. Der Name ist abgeleitet aus arabisch آخر النهر, DMG Āḫir an-nahr ‚Ende des Flusses‘.
Acamar ist ein Doppelstern, bestehend aus einem +3,2 mag hellen Hauptstern der Spektralklasse A3 und einem Begleiter der Spektralklasse A1 mit der Helligkeit +4,1 mag. Der Winkelabstand beider Sterne beträgt 8,2", wobei der Begleiter bezüglich des Hauptsternes einen Positionswinkel von 90 Grad einnimmt.
Acamar hat eine Entfernung von etwa 160 Lichtjahren (50 Parsec).
Um das System in Einzelsterne aufzulösen, benötigt man ein Teleskop von mindestens 5 Zentimetern Öffnung.

## Erwähnung in der Science-Fiction
In Star Trek kommt ein Planet namens Acamar III vor, der von den Acamarianern bewohnt wird.
In Helldivers 2 kann zeitweise auf einem Planeten namens Acamar IV gespielt werden, der als grasbedeckte Hügellandschaft dargestellt wird.
Siehe auch: Liste der Sterne